# Linea C4 (Cercanías di Madrid)
La linea C4 delle Cercanías di Madrid collega la stazione di Parla con le stazioni di Colmenar Viejo o Alcobendas-San Sebastián de los Reyes. La linea è stata inaugurata nel 1981.
La stazione, oltre a Madrid, serve anche le città di Parla, Getafe, Tres Cantos, Colmenar Viejo, Alcobendas e San Sebastián de los Reyes. Quest'ultima città ha la stazione presso Alcobendas.

## Storia della linea
La linea è stata inaugurata nel 1981 con il primo tratto tra Atocha e Parla, sui binari dell'antica linea Madrid-Ciudad Real. Contemporaneamente, viene inaugurata la stazione di Getafe Sector 3.
Nel 1994, la stazione di Parla viene spostata verso il centro del comune omonimo.
Nel 2000, la stazione di superficie di Getafe Centro viene sostituita da una stazione sotterranea con lo stesso nome. L'operazione infrastrutturale è dovuta ai lavori di costruzione della Metrosur.
Nel 2008, la linea, attraversando il passante tra Atocha e Chamartín, assorbe buona parte delle linee C1, C7 e C10 sino ai capolinea attuali (Colmenar Viejo e Alcobendas-San Sebastián de los Reyes).
Nel 2009, entra in servizio la stazione di Sol.

## Stazioni

### Tratta principale
- Parla
- Getafe Sector 3
- Getafe Centro (Getafe Central )
- Las Margaritas-Universidad
- Villaverde Alto  (Villaverde Alto )
- Villaverde Bajo
- Atocha         (Atocha )
- Sol  (Sol   )
- Nuevos Ministerios       (Nuevos Ministerios   )
- Chamartín        (Chamartín  )
- Fuencarral
- Cantoblanco Università

### Ramo per Colmenar Viejo
- El Goloso
- Tres Cantos
- Colmenar Viejo

### Ramo per Alcobendas-San Sebastián de los Reyes
- Università Pontificia Comillas
- Valdelasfuentes
- Alcobendas-San Sebastián de los Reyes